# 菅野圭介
菅野 圭介（すがの けいすけ、1909年4月27日 - 1963年3月4日）は、日本の洋画家。
1936年に第6回独立美術協会展に初入選。その後世界各地を巡遊しながら作品の制作を行う。独立美術協会を中心に活躍。筆跡を残しながらシンプルに構成された画風が特徴。一時、同じく画家の三岸節子と事実上の婚約関係にあった。
オーディオ評論家の菅野沖彦は甥。

## 経歴
1909年東京府（現在の東京都新宿区）に四人兄弟の末っ子として生まれる。父は早稲田大学で英語文学を教えていた。17歳ごろから油絵を描き始め、京都帝国大学（現在の京都大学）に入学するも、ほとんど授業には出席せずに下宿で絵を描いていた。1933年京都大学を除籍になると、本格的に絵描きとして活動を開始。1935年からは欧州を巡遊しながら作品制作を行う。
同じく画家の三岸節子は1948年から「別居結婚」と銘打ち事実上の婚約関係にあったが、1953年に破局。翌年、最後の妻となる須藤美玲子と結婚する。
晩年に「ワンパターン」との悪評が立つ。画商で自身の作品の取り扱いがされなくなると、自身の手で直接作品販売を行うようになるが、それにより画商との関係が修復不能なまでに悪化。1963年、慶應病院にて食道がんのため死去。病室では天井に白い紙を貼り、そこにイメージで絵を画いていたという。死後は一時、美術業界から忘れ去られた作家となる。

## 没後
複数の美術コレクターが中心となり、菅野圭介の再評価に向けた活動が行われた。没後27年経った1990年に大川美術館にて展覧会が開催される。その後、平塚美術館、東御市梅野記念絵画館・ふれあい館、北九州市門司税関などで企画展が開催される。

## 主な収蔵館
- 東御市梅野記念絵画館・ふれあい館
- 府中市美術館